# 沈聖岐
沈聖岐（1573年—1622年），字千秋，號㮾菴（樃菴），浙江湖州府烏程縣人，明朝政治人物。

## 生平
萬曆三十四年（1606年）丙午順天府鄉試第三名舉人，三十五年（1607年）聯捷丁未科會試第十二名，二甲第二名進士，吏部觀政，六月選授工部虞衡司主事，管盔甲廠，三十八年（1610年）升工部都水司員外郎，三十九年升郎中。四十年出為山東濟南府知府，四十一年患病致仕卒。

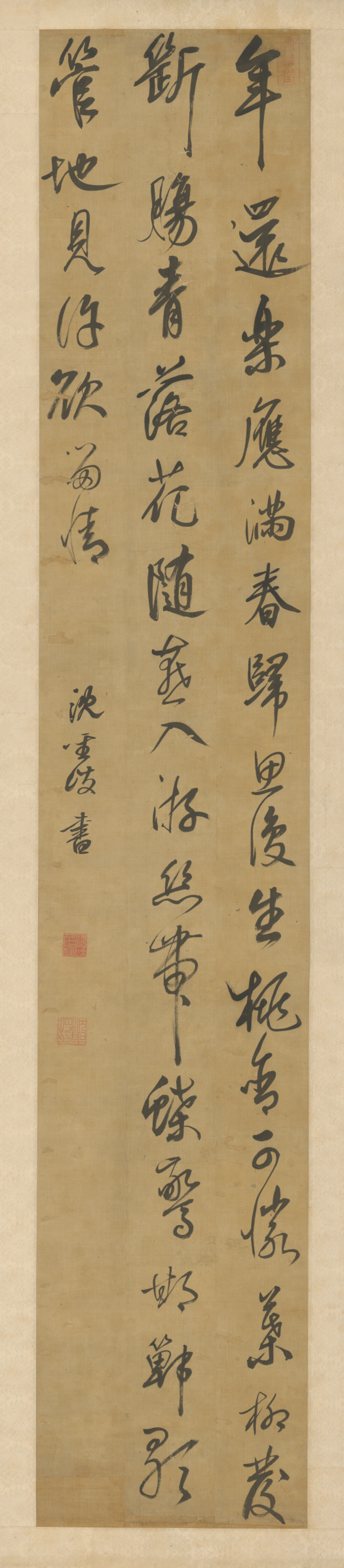
沈聖岐行書蕭綱《春日》（北京故宫博物院藏）

## 軼事
《棗林雜俎》載，沈聖岐逛妓院時，給別人題了“香筭堂”的名字，友人問所出，答曰：“千人日，个个弄。”

## 家族
曾祖沈汝梁。祖父沈煓，己卯貢士，封文林郎知縣。父沈𡌦（上非下土），庚午举人，徽州府通判。前母薛氏，贈孺人；母嚴氏，封孺人。慈侍下。元配顧氏，贈恭人。有子三人：沈國馨、沈音度、沈紉誨。
從兄沈節甫，工部左侍郎贈都察院右都御史；沈之唫，禮部員外郎。從弟沈之鍪，丙午舉人，官淮安府同知。

## 引用
1. ↑  《萬曆三十五年丁未科進士履歷便覽》：沈聖岐，樃菴，春秋房，戊寅七月二十五日生。慈侍下。乌程人，丙午鄉試三名，会试十三名，二甲二名。吏部政，丁未六月授工部主事，管盔甲厂，庚戌升员外，辛亥升郎中，壬子升济南知府，癸丑患病。
2. ↑  《棗林雜俎》：烏程沈聖岐，萬曆口口進士，游狹邪間。題「香算堂」。友人問所出，曰「千人日，个个弄。」